# Cowley (Wyoming)
Cowley város az USA Wyoming államában,  Big Horn megyében. Lakosainak száma 762 fő (2020. április 1.).

## Népesség
A település népességének változása:

| 2010 | 655 |
| 2020 | 762 |